# Santa Clara University Women's Volleyball
La Santa Clara University Women's Volleyball è la squadra pallavolo femminile appartenente alla Santa Clara University, con sede a Santa Clara (California): milita nella West Coast Conference della NCAA Division I.

## Storia
Il programma di pallavolo femminile della Santa Clara University nasce nel 1963. Affiliato inizialmente alla NorCal Conference e alla Northern Pacific Conference, dal 1985 è membro della West Coast Conference. Le Broncos ottengono i primi risultati di rilievo negli anni novanta, quando guidate da Laurie Corbelli vincono il primo titolo di conference della propria storia e partecipano alla NCAA Division I 1992, eliminate al primo turno. Si confermano campionesse di conference anche l'anno dopo, allenate da Annie Feller, ma escono di scena nuovamente al primo turno del torneo NCAA.
Nel 1999, con l'arrivo di Jon Wallace nelle vesti di allenatore, le Broncos raggiungono per la prima volta il secondo turno nella post-season del 1999 e conquistano altri due titoli di conference nel 2000 e nel 2005: in quest'ultimo anno, in particolare, conquistano per la prima volta l'accesso alla Final Four, dove vengono eliminate in semifinale dalla Nebraska, testa di serie numero 1.

## Record
| Piazzamento          |    | Edizione                                                                               |
| -------------------- | -- | -------------------------------------------------------------------------------------- |
| Tornei NCAA          | 16 | Semifinali: 1 2005                                                                     |
| Tornei NCAA          | 16 | Secondo turno: 3 1999, 2000, 2008                                                      |
| Tornei NCAA          | 16 | Primo turno: 12 1992, 1993, 1998, 2001, 2002, 2003, 2004, 2006, 2007, 2012, 2014, 2015 |
| Titoli di conference | 4  | West Coast Conference: 4 1992, 1993, 2000, 2005                                        |

## Conference
- Northern California Athletic Conference: 1979-1981
- Northern Pacific Conference: 1982-1984
- West Coast Conference[1]: 1985-

## All-America

### First Team
- Cassie Perret (2005)

### Second Team
- Becky Potter (2002)

### Third Team
- Becky Potter (2003)
- Anna Cmaylo (2005, 2008)
- Crystal Matich (2005)

## Allenatori
- Marygrace Colby: 1963-1968
- Betty Menacho: 1969
- Trish Moore: 1970-1976
- Diane Pelosi: 1977
- Mary Ellen Murchison: 1978-1988
- Steve Picchi: 1989
- Laurie Corbelli: 1990-1992
- Annie Feller: 1993-1998
- Jon Wallace: 1999-